# Chapelle Saint-Michel de La Brigue
La chapelle Saint-Michel, chapelle des Pénitents-Blancs, est une chapelle de pénitents située place de Nice, à La Brigue dans le département français des Alpes-Maritimes.

## Historique
Cette chapelle fait l’objet d’un classement au titre des monuments historiques depuis le 3 mars 1949.

## Présentation
La chapelle était celle de l'hospice construit en 1700, grâce à la générosité de l'abbé Jacques Spinelli originaire de La Brigue, dans le style baroque piémontais. Elle a été construite suivant un plan octogonal.
La chapelle est sur deux niveaux séparés par des corniches et rythmés par des pilastres. La voûte elliptique a été repeinte à la fin du XIXe siècle.
La qualité de la chapelle a fait penser que les plans ont pu être vus par Maurizio Bertola (Muzzano, 8 novembre 1647 - Muzzano, 13 septembre 1719), successeur de Camillo-Guarino Guarini, qui est intervenu à Nice sur un projet d'extension de la ville entre l'église des Dominicains et l'embouchure du Paillon, en 1717.
La chapelle a été restaurée en 1984-1985.